# Saint-Pons-de-Mauchiens
Pour les articles homonymes, voir Saint-Pons.
Saint-Pons-de-Mauchiens [sɛ̃ pɔ̃s də moʃjɛ̃] est une commune française située dans le centre du département de l'Hérault, en région Occitanie.
Exposée à un climat méditerranéen, elle est drainée par l'Hérault, le Rieutort, la rivière de Gourdouman et par divers autres petits cours d'eau. La commune possède un patrimoine naturel remarquable : un site Natura 2000 (la « plaine de Villeveyrac-Montagnac ») et deux zones naturelles d'intérêt écologique, faunistique et floristique.
Saint-Pons-de-Mauchiens est une commune rurale qui compte 641 habitants en 2022. Ses habitants sont appelés les Saint-Ponais.

## Géographie

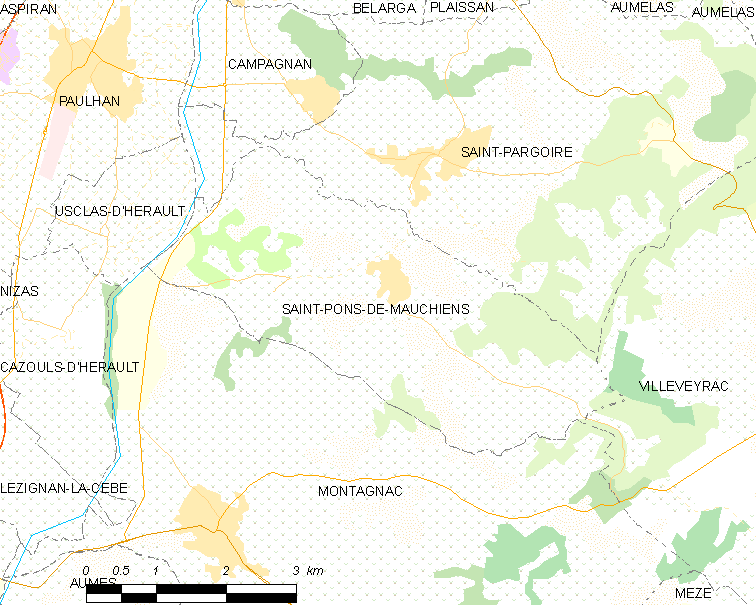
Carte

Commune de 1 357 hectares, à vocation viticole. Terroir comprenant des terres alluvionnaires (en bordure de l'Hérault), des tènements de coteaux les Soubergues, la garrigue occupant une partie non négligeable du terrain.
La cave coopérative Les Soubergues de St Pons de Mauchiens construite en 1939 traitait une partie des vendanges, le reste étant l'apanage de viticulteurs possédant leur propre cave.

### Communes limitrophes
|                  | Saint-Pargoire          |             |
| Usclas-d'Hérault | Saint-Pons-de-Mauchiens | Villeveyrac |
|                  | Montagnac               |             |

### Climat
Pour des articles plus généraux, voir Climat de l'Occitanie et Climat de l'Hérault.
En 2010, le climat de la commune est de type climat méditerranéen franc, selon une étude s'appuyant sur une série de données couvrant la période 1971-2000. En 2020, Météo-France publie une typologie des climats de la France métropolitaine dans laquelle la commune est exposée à un climat méditerranéen et est dans la région climatique  Provence, Languedoc-Roussillon, caractérisée par une pluviométrie faible en été, un très bon ensoleillement (2 600 h/an), un été chaud (21,5 °C), un air très sec en été, sec en toutes saisons, des vents forts (fréquence de 40 à 50 % de vents > 5 m/s) et peu de brouillards.
Pour la période 1971-2000, la température annuelle moyenne est de 14,4 °C, avec une amplitude thermique annuelle de 16,3 °C. Le cumul annuel moyen de précipitations est de 731 mm, avec 6,1 jours de précipitations en janvier et 2,5 jours en juillet. Pour la période 1991-2020, la température moyenne annuelle observée sur la station météorologique la plus proche, située sur la commune de Tourbes à 13 km à vol d'oiseau, est de 15,2 °C et le cumul annuel moyen de précipitations est de 607,5 mm,. Pour l'avenir, les paramètres climatiques de la commune estimés pour 2050 selon différents scénarios d'émission de gaz à effet de serre sont consultables sur un site dédié publié par Météo-France en novembre 2022.

### Milieux naturels et biodiversité

#### Réseau Natura 2000

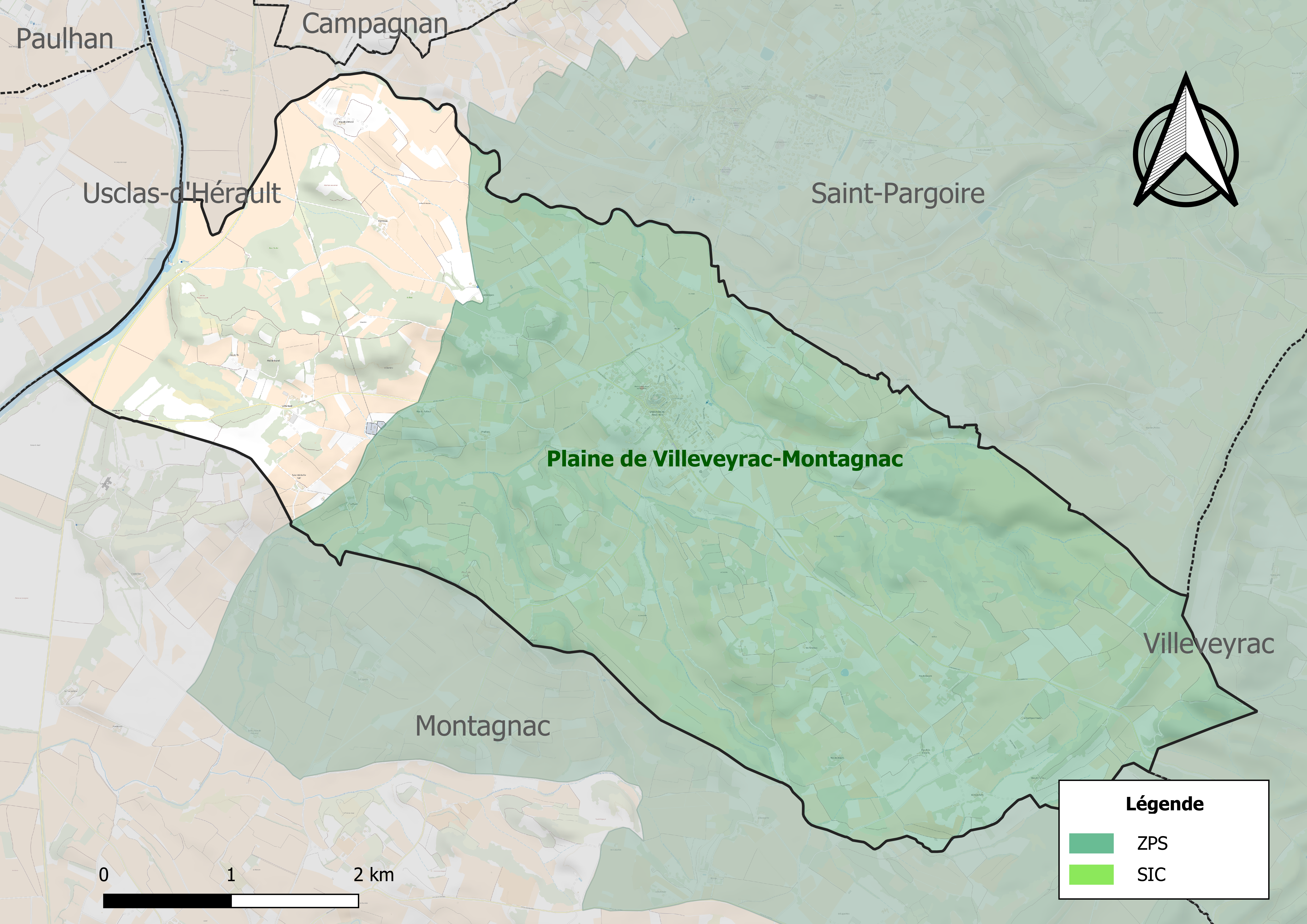
Sites Natura 2000 sur le territoire communal.

Le réseau Natura 2000 est un réseau écologique européen de sites naturels d'intérêt écologique élaboré à partir des directives habitats et oiseaux, constitué de zones spéciales de conservation (ZSC) et de zones de protection spéciale (ZPS).
Un site Natura 2000 a été défini sur la commune au titre  de la directive oiseaux : la « plaine de Villeveyrac-Montagnac », d'une superficie de 5 265 ha, constituée d'une mosaïque de milieux particulièrement favorable à de nombreuses espèces d'oiseaux à forte valeur patrimoniale. Pour certains de ces oiseaux, le Languedoc-Roussillon a une forte responsabilité, accueillant une part importante de leur effectif national : Pie-grièche à poitrine rose, Faucon crécerellette, notamment.

#### Zones naturelles d'intérêt écologique, faunistique et floristique
L’inventaire des zones naturelles d'intérêt écologique, faunistique et floristique (ZNIEFF) a pour objectif de réaliser une couverture des zones les plus intéressantes sur le plan écologique, essentiellement dans la perspective d’améliorer la connaissance du patrimoine naturel national et de fournir aux différents décideurs un outil d’aide à la prise en compte de l’environnement dans l’aménagement du territoire.
Une ZNIEFF de type 1 est recensée sur la commune :
les « coteaux viticoles de Saint-Pons-de-Mauchiens et Saint-Pargoire » (3 006 ha), couvrant 4 communes du département et une ZNIEFF de type 2, : 
la « plaine de Villeveyrac-Montagnac » (5 793 ha), couvrant 5 communes du département.

Carte des ZNIEFF de type 1 et 2 à Saint-Pons-de-Mauchiens.
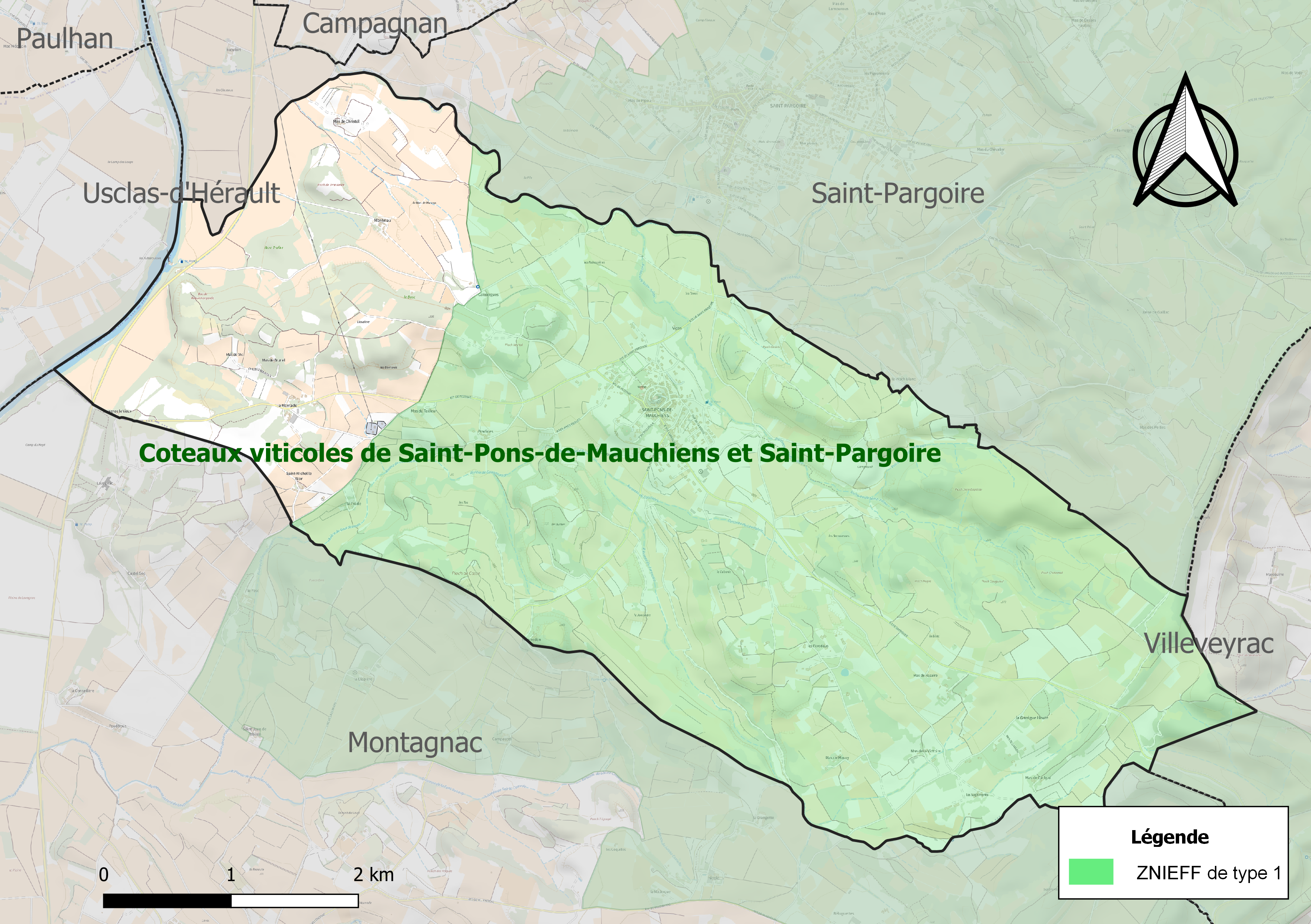
Carte de la ZNIEFF de type 1 sur la commune.
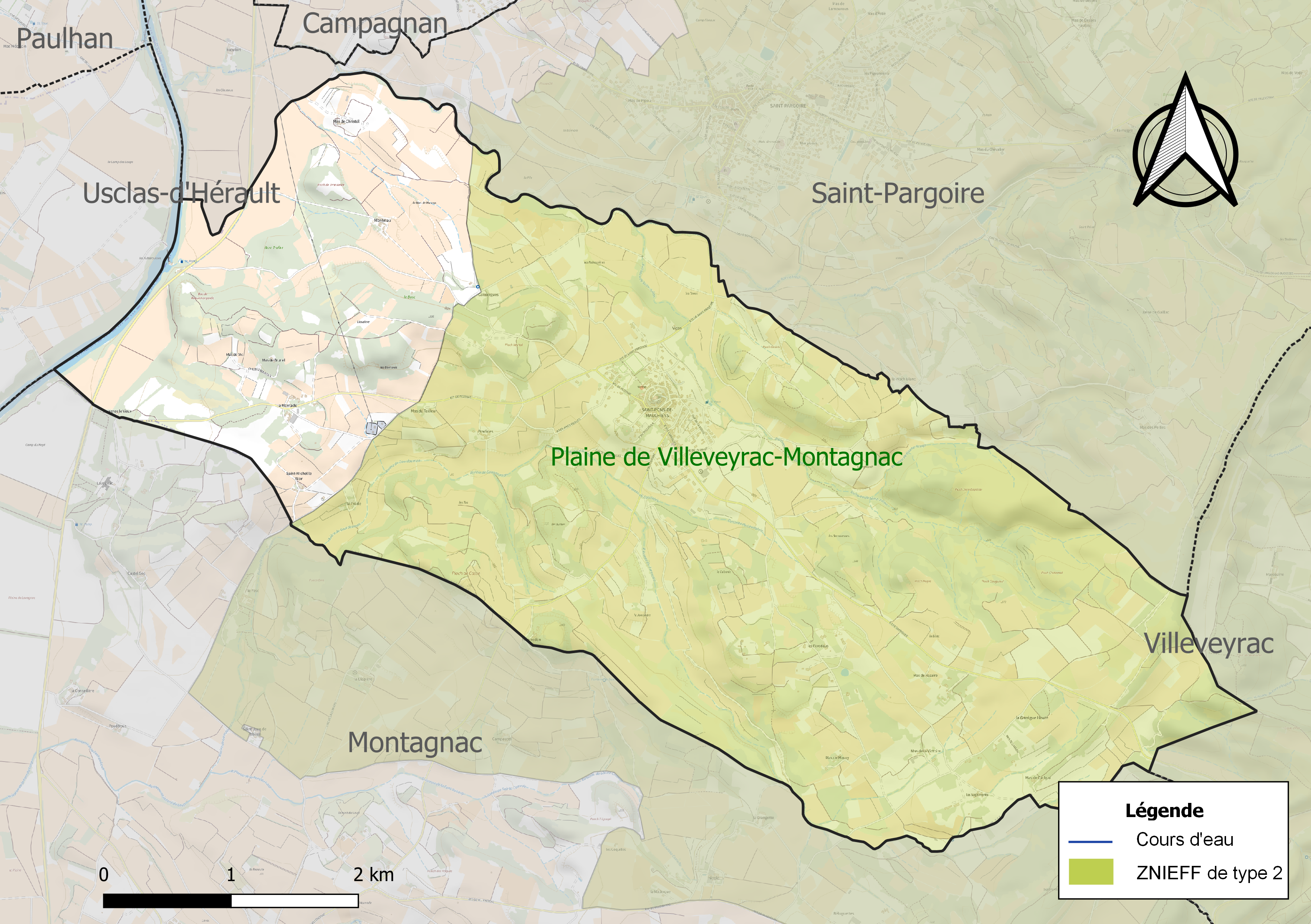
Carte de la ZNIEFF de type 2 sur la commune.

## Urbanisme

### Typologie
Au 1er janvier 2024, Saint-Pons-de-Mauchiens est catégorisée commune rurale à habitat dispersé, selon la nouvelle grille communale de densité à sept niveaux définie par l'Insee en 2022.
Elle est située hors unité urbaine et hors attraction des villes,.

### Occupation des sols
L'occupation des sols de la commune, telle qu'elle ressort de la base de données européenne d’occupation biophysique des sols Corine Land Cover (CLC), est marquée par l'importance des territoires agricoles (81,4 % en 2018), une proportion sensiblement équivalente à celle de 1990 (81,1 %). La répartition détaillée en 2018 est la suivante : 
cultures permanentes (60,7 %), zones agricoles hétérogènes (19,2 %), milieux à végétation arbustive et/ou herbacée (10,5 %), forêts (6 %), zones urbanisées (2,1 %), terres arables (1,5 %). L'évolution de l’occupation des sols de la commune et de ses infrastructures peut être observée sur les différentes représentations cartographiques du territoire : la carte de Cassini (XVIIIe siècle), la carte d'état-major (1820-1866) et les cartes ou photos aériennes de l'IGN pour la période actuelle (1950 à aujourd'hui).

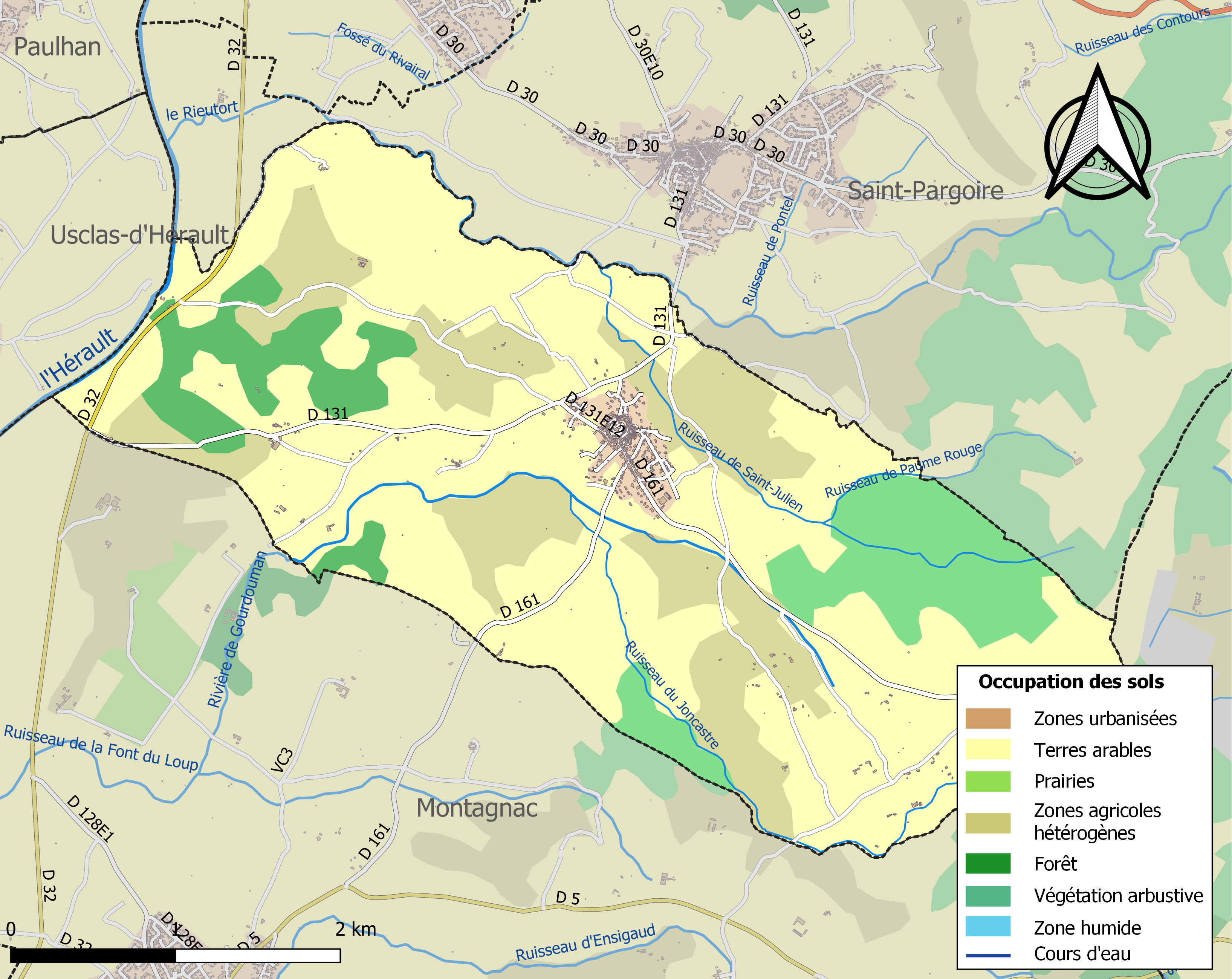
Carte des infrastructures et de l'occupation des sols de la commune en 2018 (CLC).

### Risques majeurs
Le territoire de la commune de Saint-Pons-de-Mauchiens est vulnérable à différents aléas naturels : météorologiques (tempête, orage, neige, grand froid, canicule ou sécheresse), inondations, feux de forêts et séisme (sismicité faible). Il est également exposé à un risque technologique, la rupture d'un barrage. Un site publié par le BRGM permet d'évaluer simplement et rapidement les risques d'un bien localisé soit par son adresse soit par le numéro de sa parcelle.

#### Risques naturels
Certaines parties du territoire communal sont susceptibles d’être affectées par le risque d’inondation par débordement de cours d'eau, notamment l'Hérault. La commune a été reconnue en état de catastrophe naturelle au titre des dommages causés par les inondations et coulées de boue survenues en 1982, 1984, 1994, 1996, 1997, 1999, 2002, 2014 et 2019,.
Saint-Pons-de-Mauchiens est exposée au risque de feu de forêt. Un plan départemental de protection des forêts contre les incendies (PDPFCI) a été approuvé en juin 2013 et court jusqu'en 2022, où il doit être renouvelé. Les mesures individuelles de prévention contre les incendies sont précisées par deux arrêtés préfectoraux et s’appliquent dans les zones exposées aux incendies de forêt et à moins de 200 mètres de celles-ci. L’arrêté du 25 avril 2002 réglemente l'emploi du feu en interdisant notamment d’apporter du feu, de fumer et de jeter des mégots de cigarette dans les espaces sensibles et sur les voies qui les traversent sous peine de sanctions. L'arrêté du 11 mars 2013 rend le débroussaillement obligatoire, incombant au propriétaire ou ayant droit,.

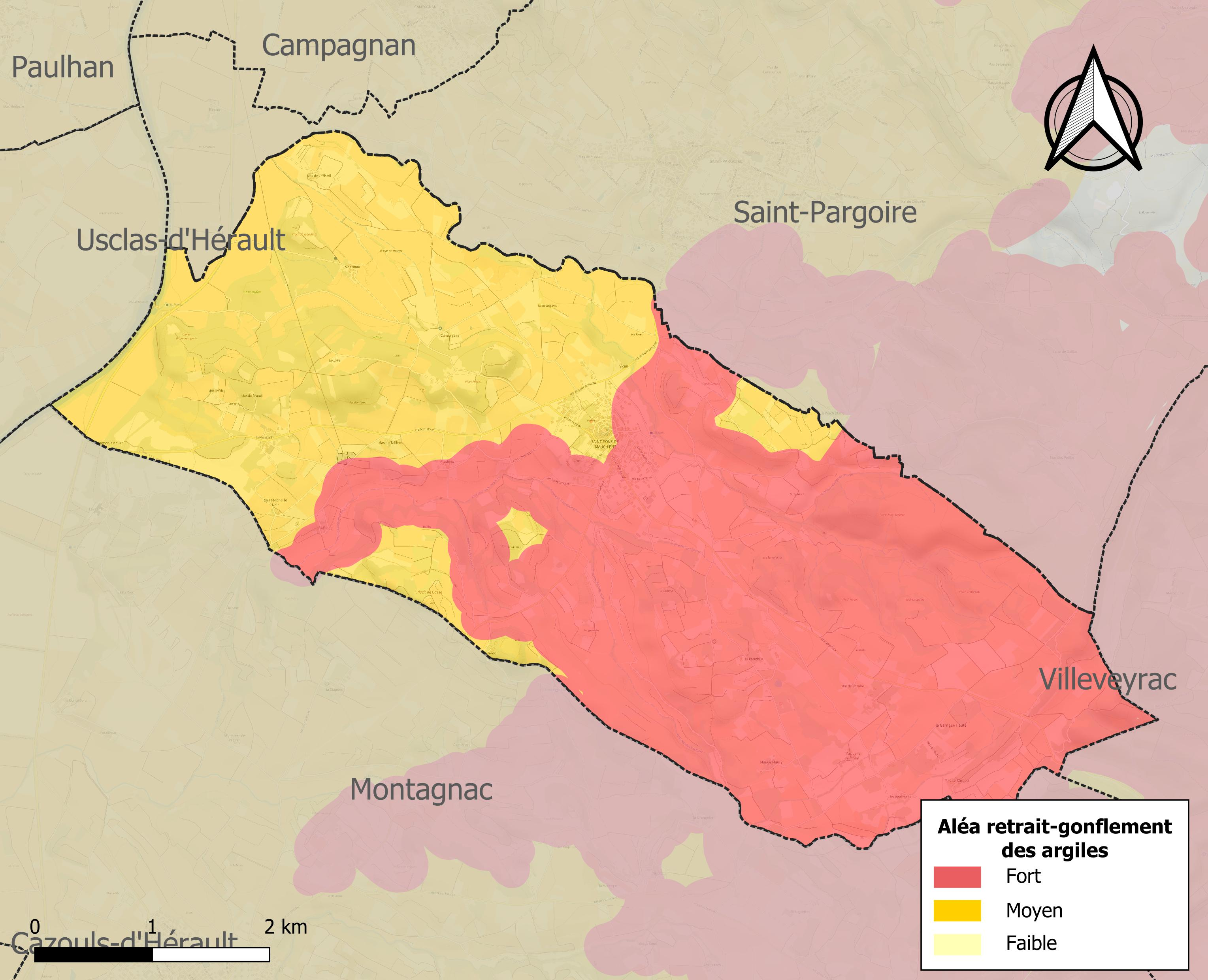
Carte des zones d'aléa retrait-gonflement des sols argileux de Saint-Pons-de-Mauchiens.

Le retrait-gonflement des sols argileux est susceptible d'engendrer des dommages importants aux bâtiments en cas d’alternance de périodes de sécheresse et de pluie. La totalité de la commune est en aléa moyen ou fort (59,3 % au niveau départemental et 48,5 % au niveau national). Sur les 369 bâtiments dénombrés sur la commune en 2019, 369 sont en aléa moyen ou fort, soit 100 %, à comparer aux 85 % au niveau départemental et 54 % au niveau national. Une cartographie de l'exposition du territoire national au retrait gonflement des sols argileux est disponible sur le site du BRGM,.
Par ailleurs, afin de mieux appréhender le risque d’affaissement de terrain, l'inventaire national des cavités souterraines permet de localiser celles situées sur la commune.

#### Risques technologiques
La commune est en outre située en aval du Barrage du Salagou, un ouvrage de classe A sur le Salagou, mis en service en 1968 et disposant d'une retenue de 102 millions de mètres cubes. À ce titre elle est susceptible d’être touchée par l’onde de submersion consécutive à la rupture de cet ouvrage.

## Histoire
Saint-Pons de Mauchiens (contraction de mauvais chiens, selon une légende) ou de las Mascas (sorcières) ou mas cos (mauvais chiens, paroles qu'aurait prononcées le seigneur du château au moment où ses chiens ne l'ayant pas reconnu, l'égorgeaient) est un village circulade dont la structure date du Moyen Âge.
Il est bâti sur un cône rocheux avec à son sommet un castrum féodal autour duquel sont venues se blottir les maisons des habitants du terroir. En l'an 975 une grande disette sévit dans la région s'ajoutant aux difficultés des paysans disséminés dans la campagne. Ils sont souvent victimes des pillards qui incendient leurs maisons et volent leurs maigres biens. Pour se défendre ils demandent protection et asile au seigneur du château. C'est ainsi que vers l'an 989, la chapelle de la demeure seigneuriale fut agrandie afin d'accueillir l'ensemble de la population : l'évêque d'Agde vint consacrer la nouvelle église, dédiée à saint Pons, évêque de Cimiez.
L'édifice actuel date de la fin du XIIe siècle, il est de style roman.
Au XIVe siècle une enceinte de remparts, avec deux portes d'accès encore existantes vint fermer et protéger l'ensemble de l'agglomération.
Au moment de la Révolution de 1789, le village fut baptisé Mont Ventôse. Il a repris son nom actuel en 1793.
Le millénaire du village a été célébré en 1989 par des fêtes les Malicanes, au cours desquelles a été présenté un diaporama montrant l'évolution du village.
L'animal symbolique est le chien (lou chin) dont l'histoire serait connue depuis l'an 400 de notre ère.
« L’animal pourvu d’une grande gueule représente un grand chien monté sur des roulettes animé par 4 ou 5 pousseurs ; il est promené dans les rues sans musicien ni musique tenu par une laisse. »

## Politique et administration
| Période   | Période   | Identité                | Étiquette | Qualité          |
| --------- | --------- | ----------------------- | --------- | ---------------- |
| 1947      | 1959      | Gaston Coste            |           |                  |
| 1959      | 1961      | Georges Sagnier         |           |                  |
| 1961      | 1971      | Gabriel Pargoire        |           |                  |
| 1971      | 1983      | René Michel             |           |                  |
| 1983      | mars 2001 | Marguerite Causse Parra |           |                  |
| mars 2001 | mars 2014 | Jean-Pierre Soulier     |           |                  |
| mars 2014 | En cours  | Christine Pradel        | SE        | Cadre supérieure |

## Démographie
L'évolution du nombre d'habitants est connue à travers les recensements de la population effectués dans la commune depuis 1793. Pour les communes de moins de 10 000 habitants, une enquête de recensement portant sur toute la population est réalisée tous les cinq ans, les populations de référence des années intermédiaires étant quant à elles estimées par interpolation ou extrapolation. Pour la commune, le premier recensement exhaustif entrant dans le cadre du nouveau dispositif a été réalisé en 2004.

En 2022, la commune comptait 641 habitants, en évolution de −4,19 % par rapport à 2016 (Hérault : +7,49 %, France hors Mayotte : +2,11 %).
| 1793 | 1800 | 1806 | 1821 | 1831 | 1836 | 1841 | 1846 | 1851 |
| ---- | ---- | ---- | ---- | ---- | ---- | ---- | ---- | ---- |
| 412  | 449  | 527  | 527  | 620  | 610  | 616  | 607  | 709  |

| 1856 | 1861 | 1866 | 1872 | 1876 | 1881 | 1886 | 1891 | 1896 |
| ---- | ---- | ---- | ---- | ---- | ---- | ---- | ---- | ---- |
| 664  | 699  | 692  | 700  | 766  | 621  | 573  | 619  | 704  |

| 1901 | 1906 | 1911 | 1921 | 1926 | 1931 | 1936 | 1946 | 1954 |
| ---- | ---- | ---- | ---- | ---- | ---- | ---- | ---- | ---- |
| 782  | 814  | 803  | 760  | 761  | 690  | 594  | 605  | 591  |

| 1962 | 1968 | 1975 | 1982 | 1990 | 1999 | 2004 | 2006 | 2009 |
| ---- | ---- | ---- | ---- | ---- | ---- | ---- | ---- | ---- |
| 523  | 511  | 416  | 411  | 399  | 513  | 551  | 581  | 638  |

| 2014 | 2019 | 2022 | - | - | - | - | - | - |
| ---- | ---- | ---- | - | - | - | - | - | - |
| 662  | 638  | 641  | - | - | - | - | - | - |

## Culture locale et patrimoine

### Lieux et monuments

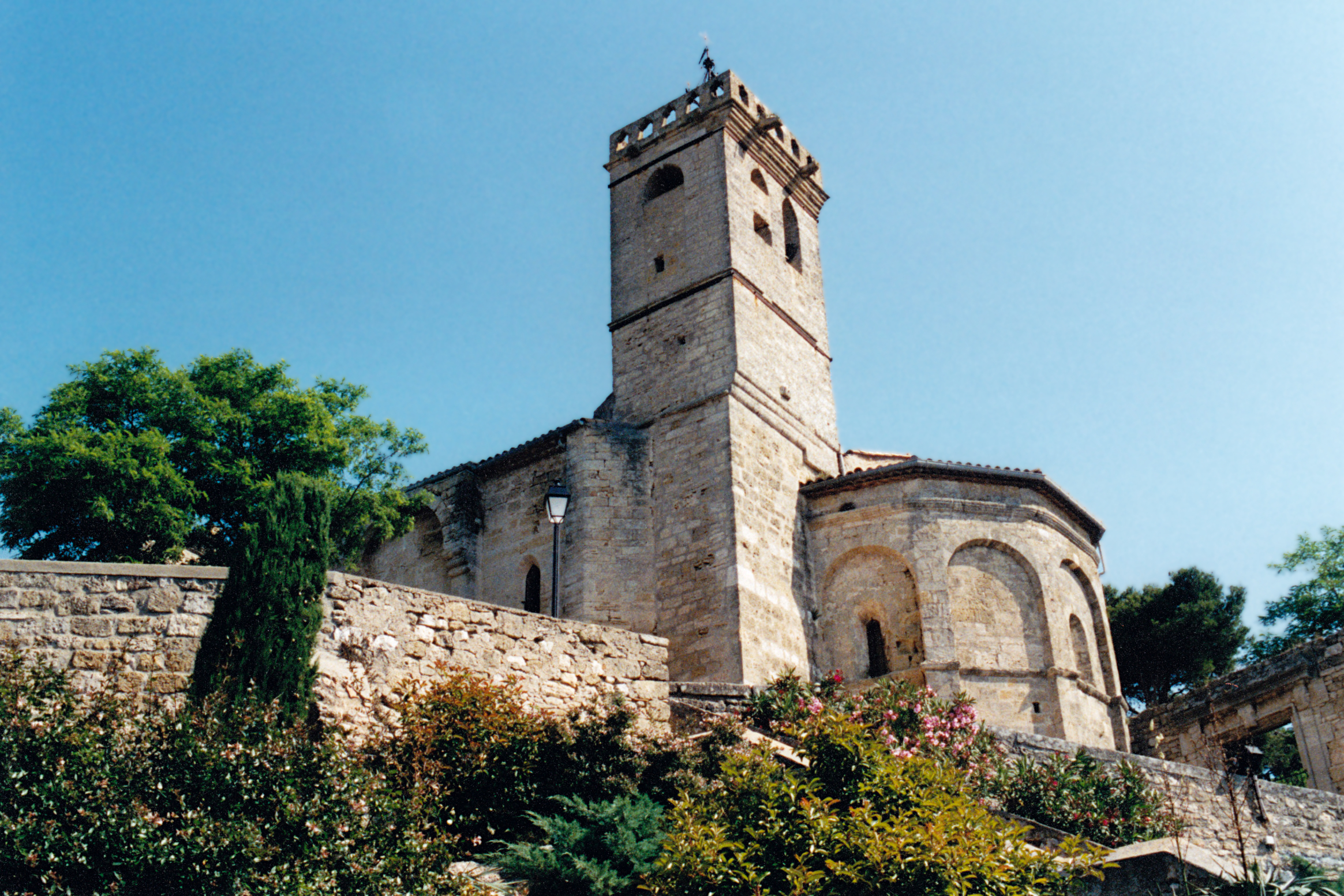
L'église.

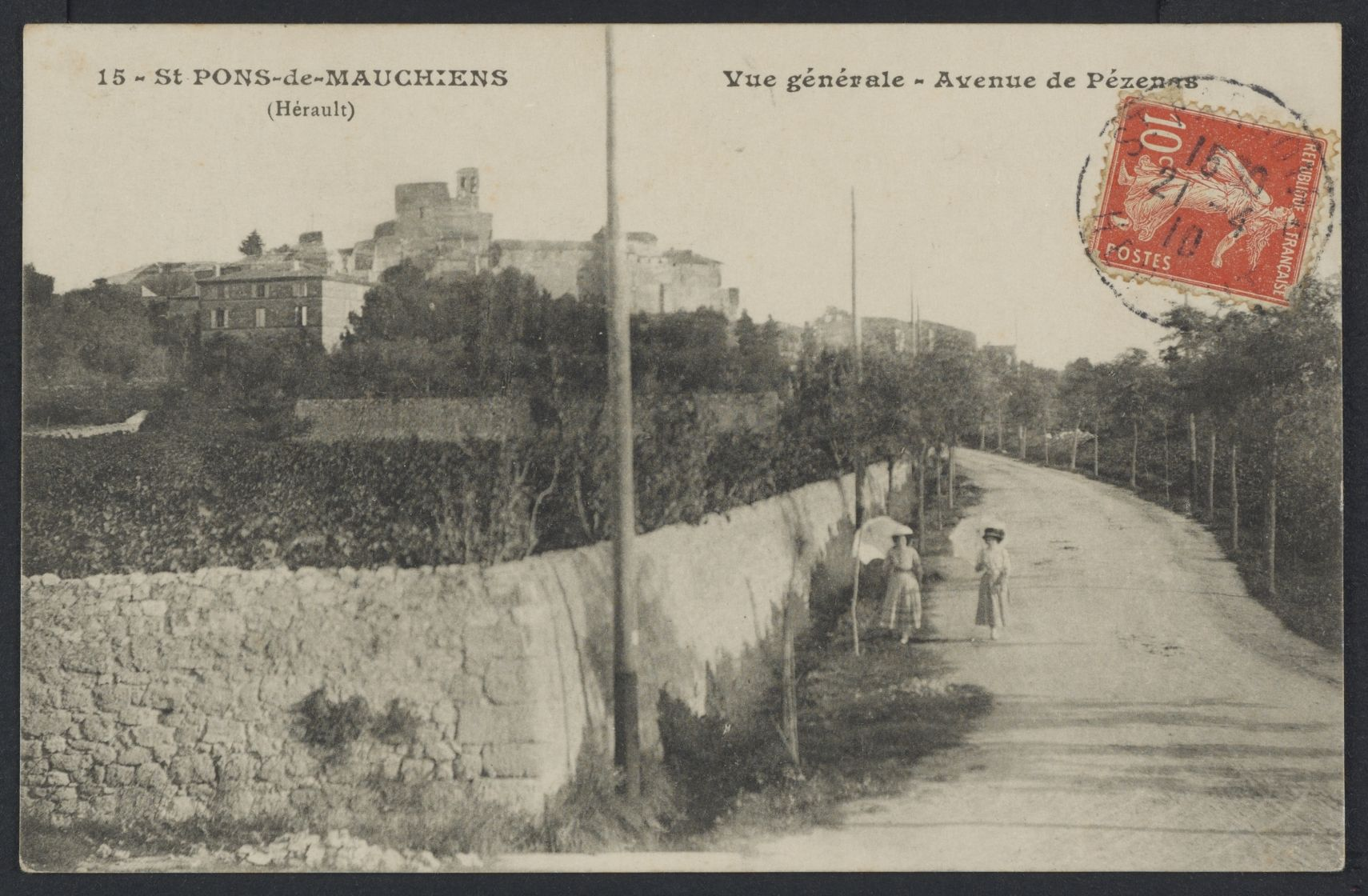
Vue générale du village : carte postale (1910)

- Vue générale du village : carte postale (1910)Église Sainte-Marie et Saint-Pons Xe-XIe siècles. L'édifice a été inscrit au titre des monuments historiques en 2005[26].

- Chapelle de Saint-Pons-de-Mauchiens.
- Chapelle Notre-Dame-de-l'Espérance du Pic.
- Maisons anciennes, maison des Émigrants, des Consuls.
- Remparts et chemin de ronde.
- Monuments aux morts

### Personnalités liées à la commune
- Père Jules Pargoire (1872-1907), assomptionniste, historien et orientaliste : Histoire de Byzance de 527 à 847, Le début du monachisme à Constantinople, Vie de saint Auxence, participation au Recueil des inscriptions chrétiennes de l'Athos, nombreux articles dans Les Echos d'Orient, Revue des Etudes Byzantines, Dictionnaire de Liturgie et d'Archéologie et Dictionnaire de théologie catholique. Il est un de ceux qui ont ouvert le dialogue entre catholiques et orthodoxes. Il est inhumé au cimetière de St Pons[27].
- Raymond Recouly (1876-1950), journaliste et correspondant de guerre, y est né.
- Marie Sagnier (1898-1996), juste parmi les nations qui, directrice du collège de Murat dans le Cantal, a caché et sauvé pendant les années 1941, 1942, 1943, 1944 de nombreuses juives[28]. Un hommage lui a été rendu le 15 mai 2008 au lycée de Clermont l'Hérault où elle a terminé sa carrière. :Le 16 juillet 2008, une plaque a été apposée sur sa maison dans laquelle elle est née et où elle est morte.
- Francesca-Yvonne Caroutch (1936-2023), essayiste, romancière et poète, membre de l'Académie européenne des Sciences, des Arts et des Lettres.
- Régis Pouget (1930-), fils d'un instituteur du village. Professeur à la faculté de Médecine de Montpellier, expert de la cour d'appel A inauguré l'enseignement de la musicothérapie à l'université Paul Valéry de Montpellier, fondateur d'un des premiers centres d'aide par le travail pour malades mentaux. A écrit plusieurs ouvrages dont Les médicaments génériques et la dangerosité. Commandeur des palmes académiques, chevalier de l'ordre national du Mérite, chevalier du mérite agricole[29].

### Héraldique
| Blason de Saint-Pons-de-Mauchiens | Blason  | D'azur, à la ville d'or, qui est St Pons, sur un mont de même, de sept coupeaux. Le canton dextre, de gueules, à la Vierge du Bosquet d'argent. Soutenu par deux chiens furieux, contournés d'argent, lampassés et colletés de gueules ; surmonté de la couronne murale, d'argent. Devise : Supra Firmam Petram (bâtie sur le roc). Explications : La ville de Saint-Pons représentée dans le blason par son église est bâtie sur un monticule rocheux symbolisé ici par les sept coupeaux. La Vierge du Bosquet rappelle la très ancienne dévotion des Saint-Ponais pour la sainte Vierge. La couronne murale fait revivre des vieux remparts. Les deux chiens furieux sont ceux qui, d'après la légende, auraient dévoré, de nuit, le seigneur, leur maître, qu'ils n'avaient pas reconnu, d'où l'appellation donnée à notre village de Saint-Pons des Mauvais Chiens ou plus simplement de Mauchiens. Sources : Notre vieux clocher, bulletin paroissial de Saint-Pons-de-Mauchiens, Mai 1940 - article de l'abbé Joseph Souche, curé de Saint-Pons, qui a créé les armoiries. |
| Blason de Saint-Pons-de-Mauchiens | Détails | Le statut officiel du blason reste à déterminer. |

### Fonds d'archives
- Fonds : Archives communales de Saint-Pons-de-Mauchiens (1569-1889) [0,25 ml].  Cote : 285 EDT. Montpellier : Archives départementales de l'Hérault (présentation en ligne).